# Trichosteleum dicranoides
Trichosteleum dicranoides är en bladmossart som beskrevs av Brotherus 1895. Trichosteleum dicranoides ingår i släktet Trichosteleum och familjen Sematophyllaceae. Inga underarter finns listade i Catalogue of Life.